# アニパロコミックス
『アニパロコミックス』（略称APC）は、かつて1982年から1993年にかけてみのり書房より発行されていた隔月の漫画雑誌。

## 概要
アニメ雑誌「月刊OUT」の臨時増刊号としてスタートした雑誌である。掲載作品の主体は当時が人気あったテレビアニメや漫画の版権キャラクターを用いたパロディ物のギャグ漫画作品を主体としていた。ただし、パロディ作品をその“元ネタ”となっている作品とは完全に独立したジャンルおよび作品と位置づけ、アニメ雑誌やコミカライズとは異なりライセンス許諾を得ないスタイルを取っていた。
作品の大半は主に女性向け同人誌で当時人気があったアニメ・漫画を“元ネタ”にそのキャラクターの名前・特徴などをそのまま用いたもので、現在ではパロディというよりは二次創作として取り扱われる様な内容のものが多くを占め、挙句には藤田わか『世紀末翼伝説』の様に、『キャプテン翼』『聖闘士星矢』『鎧伝サムライトルーパー』など複数のテレビアニメ作品のキャラクターをごちゃまぜに流用したドタバタギャグ作品なども散見された。ただし、その一方で巣田祐里子の初期の代表作である『Go! WEST』や（ただし、この作品自体も『西遊記』のパロディをベースとしており、他にも作中に多少のパロディ要素は取り込んでいる）、他にも作者自身の周囲の出来事をモチーフにギャグ漫画に仕立てたものなど、オリジナル性の比較的高い作品もあり、長らく実質的な雑誌の看板作品の位置づけにあったのは『Go! WEST』であった。なお、常連連載作家の中には本誌での活動と前後して、商業出版や同人誌でやおい系・ボーイズラブ系の作品を手掛けた人物も少なくないが、本誌ではLGBT的な要素は基本的にギャグや伏線としての使用までにとどめられている。
その他、異色な作品としては、共に日本の古代史に題材を取った歴史パロディ漫画のゆうきまさみ『ヤマトタケルの冒険』や岩崎摂『Lullaby』があり、企画コーナーとして『あなたもマンガ家になれるかな？』『あなたもアニパロ作家・脚本家になれるかな？』『手紙の書き方教室』などがあった。また、読者からの投書コーナーも設けられていた。
同じみのり書房の「月刊OUT」とは編集部が別個に置かれていたようだが、元々同誌の増刊という形でスタートしており、関係の単行本はOUTコミックスレーベルから発売されていた。他にも、1980年代には岡本章などの「アニパロコミックス」の常連作家陣が「月刊OUT」の表紙やカットを手掛けることが多く、「月刊OUT」の実質的な姉妹誌という位置づけになっていた。

## 歴史
「月刊OUT」の1982年7月号臨時増刊号「アニメ・パロディ・コミックス」として発行されたものが本誌のルーツである。その後「OUT」の増刊号、別冊という扱いを経て創刊5年目の1987年7月号にて独立した「アニパロコミックス」としての発行が開始された。
1988年には4月臨時増刊号として「アニパロコミックスJunior」が発行される。その他、「アニパロコミックスアンド・ナウ」（- and NOW）、「PALLE」（パレ）などのスピンオフ誌が発行された。後者はオリジナル作品のみを掲載していたが、作家陣はほとんど本誌と共通していた。「アニパロコミックスJunior」については「アニパロコミックス」1988年6月増刊号として発行された後、1988年10月号から独立した「アニパロコミックスJunior」として1990年10月号まで隔月発行された。その後、1991年より再び「アニパロコミックス」増刊号として発行される。

### 休刊
「アニパロコミックス」増刊号は1993年2月号をもって休刊。そして「アニパロコミックス」本体も直後の1993年3月号をもって休刊。いずれも最終となった号に掲載された作品には、打ち切り最終回の体裁を取っているものは全く見られず、掲載作品の締め切り後、あるいは発売前後に当該号での休刊が急遽決定した状況が窺われるものであった。この背景にはみのり書房の経営状態にまつわる問題や、出版社と編集者の対立があり、他にも後述の様なパロディと元ネタとした作品の氾濫をきっかけに大手のアニメ制作プロダクションが著作権の管理を強化したことから制作継続が困難になったなど、複数の説が存在している。ただし、その真相は現在も明らかではない部分が多い。この件については当時読者に伝わった情報が断片的であったことに加え、出版元であったみのり書房がその後1995年に倒産していることもあるが、当事者が回答及び関与を拒絶したことも原因に挙げられる。
末期には内容のマンネリ化が著しくなり読者が離れ、発行部数が低迷して採算割れの状態が続き、みのり書房の経営の足枷になっていたという説も存在し、それを証明するように末期の掲載作品には、本誌の休刊に至る経緯が平穏・円満なものでなかったことや、みのり書房の経営問題などもあり、単行本未収録となったものが数多い。

### アニメ制作プロダクションの姿勢について
1986年から放映が開始された『聖闘士星矢』と、その成功を受けて製作された1988年放映の『鎧伝サムライトルーパー』などに代表される、いわゆる“美少年アニメ”のブームを受けて、1980年代の末には“美少年アニメ”作品などを題材にした2次創作物である同人誌が大量に制作され、一部の作品については最大の同人誌即売会「コミックマーケット」でも単体ジャンルとして分類を受けるなど、一定のスペースを占有する程の規模で数多のサークルが手掛けるものとなった。このブームに目を付けたのが青磁ビブロスやラポートなどの中小のサブカルチャー系出版物を手がけていた出版社で、これらをまとめた同人アンソロジー本の制作を手掛け、相当数が商業出版ベースで流通・販売される状況が見られた。ここからさらに一歩進んで、同人作家による美少年アニメの2次創作の事実上の新作（同人アンソロジー集の掲載作品は作者個人の同人誌に収録されていることを建前としていたが、実際には作者のサークルの新刊同人誌の通信販売の宣伝に用いられていた）を商業ベースの出版社がまとめた、事実上の“新作アンソロジー集”までもが登場するという状況になっていった。
これらアンソロジー集について、企画した出版社は「アニパロコミックス」と同様、あくまでパロディとして独立した作品であるというスタンスを取り、ノーライセンスの同人アンソロジー集が“元ネタ”とした作品の著作権者からのライセンス許諾を得ることもないまま、一般書店の漫画本売場の一角で堂々と販売されていた。しかし、その内実を見ると、これら大量の作品群の大半は、男性キャラクター同士による同性愛の描写が含まれるいわゆる「やおい同人誌」であり、本来は児童層を対象としたテレビアニメ作品の二次創作である事を鑑みればなおさらに、各方面から少なからず問題視される内容のものも多かった。この事も要因の1つとなり、1990年代初頭からは、サンライズなど複数のアニメ制作プロダクションや、バンダイなどのキャラクター玩具・テレビゲームソフトなどのメーカーが、“パロディ”の商業作品を含む著作物の2次創作に対する姿勢を大きく改め、ライセンス許諾を得ない二次創作をいわゆる「海賊版」として扱い著作権管理を厳格化する方向に動き始めた。作品・キャラクターなど著作権の2次使用についても制限の明文化を進め、商業ベースでの無許可使用に対しても「著作権侵害」とみなし、出版社に対する警告書の送付や資料・情報の提供の中止、広告出稿の停止などの対応を逐次進めていった。中には、裁判などに発展したケースも少なからず存在した。
平成初頭のこの様な著作権者側の著作権管理体制の強化は、ほんの数年も経たぬ内に、「アニパロコミックス」の様なノーライセンスのパロディ作品を利用した商業出版活動や、同じくノーライセンスでの同人アンソロジー集の商業ベースでの制作を、極めて困難なものにしていった。

## 『and NOW』
『アニパロコミックス』が休刊という形で事実上崩壊した後、同誌や関連誌に連載されていた作品の続きなどを集めた「and NOW」（あんど なう）が、元編集長による個人編集・個人出版の形態で発行された。誌面内容は基本要素について『アニパロコミックス』のそれを踏襲しており、これが実質的な後継誌とも言える。
元編集長は商業出版ベースでの復活を目論んでいたのか「創刊準備号」と銘打たれ、1993年10月に「創刊準備号の・ようなもの」が、その後は数ヶ月おきに「創刊準備号○」と通算の号数を銘打って発行された。しかし、これも1997年以降は刊行ペースが落ち、2002年2月の「創刊準備号26」を最後に刊行を終了。最終的には正式な「創刊」には至らぬまま終わった。後に元編集長はインタビューで、「創刊準備号」と言ってはいたが、実際にはすでに創刊されていたと、事実上創刊に至っていた事を明かしている。

## 執筆陣
- 潮藍 - 「マンガの描き方教室!!」（同人誌の製本、無記名定額小為替による売買のノウハウなどを含む）。「黒猫物語」当時飼っていた黒猫「一輝」（名前は『聖闘士星矢』にちなむ）の話。
- 江口勇 - 『エスパー魔美』の高畑くんがマイケル・ジャクソン張りの外観で、シャア・アズナブルと共演する。『本格探偵漫画かおり:江口勇作品集』（1990年）
- 潮田弘子 - 『ゲゲゲの鬼太郎』の鬼太郎らが成長した姿を描く作品。『無明童子』（全2巻、1989年、1992年）
- 丹沢恵（とみいみく) - 『スタートレック』や『あぶない刑事』などを題材とする。
- 浪花愛 - 「シャア猫のこと」「五ェ門金魚の日々」「来訪者シリーズ」
- ひぐちきみこ（樋口紀美子） - 「のりことさよちゃん」会社の寮に住む2人の話。
- MARIKO - 初期は『聖闘士星矢』の単発パロディ。のちに独自設定を盛り込んだ「クラッシャー伝説」を連載。
- やぎざわ梨穂 - 『機動戦士ガンダム』やサンライズアニメの登場人物がファストフード店に勤める作品。『戦場で…!?』（1987年）
- よしだひでゆき - 「よしだくん」自伝風ギャグマンガ、「北斗の軒」『北斗の拳』のパロディ。